# Tu la conosci Claudia?
Tu la conosci Claudia? è un film del 2004 diretto da Massimo Venier, con il trio di comici Aldo, Giovanni e Giacomo (al loro quinto film) e Paola Cortellesi.
È il primo film del trio comico in cui la regia è affidata al solo Venier (gli altri quattro erano stati diretti anche dagli stessi Aldo, Giovanni e Giacomo), nonché l'unico di cui il trio non firma il soggetto, occupandosi solo della sceneggiatura.

## Trama
Claudia è sposata con Giovanni da 7 anni, ma il loro matrimonio sta attraversando una fase di crisi, dovuta anche al fatto che Giovanni non ha mai voglia di fare nulla di sera, preferendo stare seduto davanti alla TV a guardare il programma Passaparola o le partite di Champions League – essendo tifoso interista – su Canale 5. La donna si convince di poter risolvere il proprio problema offrendo il suo aiuto ad un'altra persona, e così, nello studio della sua psicanalista, ruba la cartella di un altro paziente e, con uno stratagemma, inizia a frequentarlo: costui è Giacomo, un quarantenne che, dopo aver divorziato, ha perso fiducia nelle persone e pensa di non aver mai combinato nulla di buono nella vita, ma, innamorandosi di Claudia, pian piano esce dalla depressione.
Aldo, invece, è un tassista che in precedenza è stato l'amante di un'altra donna di nome Claudia, la quale però ha chiuso i rapporti per tornare con il marito. A causa di un equivoco, Aldo crede che il marito della "sua" Claudia sia Giovanni, pertanto è ossessionato da quest'ultimo e gli sembra di riconoscerlo in ogni persona che vede.
Un mese dopo Giovanni, notando che la moglie è spesso assente da casa e ha anche ricevuto una telefonata a tarda notte da un numero che non è nella sua rubrica (quello di Giacomo), si convince che lei lo stia tradendo, quindi decide di pedinarla. Quando trova la moglie in compagnia di Giacomo, inizia ad inseguirlo in auto: sulla stessa strada, però, c'è anche Aldo, il quale, vedendo il vero Giovanni (tra l'altro in un momento in cui non era per niente preoccupato a tale riguardo), rimane terrorizzato, si distrae alla guida e tampona Giacomo, per poi venire a sua volta tamponato da Giovanni; quando se lo ritrova davanti, sviene, e anche dopo essersi ripreso rimane sotto shock per diverso tempo. Dopo che i tre si sono accordati su come pagare i danni, Giovanni approfitta della situazione per diventare amico di Giacomo e indagare meglio sulla presunta relazione extraconiugale della moglie. Anche Aldo e Giacomo diventano amici e continuano a frequentarsi dopo l'incidente.
Le continue assenze di Giovanni fanno credere a Claudia che il marito non la ami più e, dopo averne parlato anche con la sua amica Luciana, decide di partire per stare da sola, andando nella loro casa al mare in Calabria e lasciando una lettera a Giacomo in cui si scusa per averlo illuso. Nel frattempo Giovanni si confida con Aldo, rivelandogli che Giacomo è l'amante di Claudia e che, probabilmente, la donna è fuggita con lui. I due si precipitano quindi dall'amico per avere un chiarimento, ma Giacomo dice loro di essere stato lasciato anche lui: i tre decidono così di partire assieme per raggiungere Claudia e chiederle chi di loro tre ama veramente.
Durante il viaggio la macchina di Aldo ha un guasto e i tre sono costretti a fare una tappa in Toscana presso la casa al mare di Giacomo, dove ora risiede, come da accordo giudiziario, la sua ex moglie, Silvia. Qui Aldo, grazie a una foto di Claudia mostratagli da Giacomo, comprende finalmente il grosso equivoco in cui era caduto: sta inseguendo la Claudia sbagliata; Giacomo ha capito, invece, di non amare davvero Claudia e desidera tornare con Silvia, di cui si è reso conto di essersi nuovamente innamorato, ma non ricambiato: dopo dieci giorni di convivenza, i due si lasciano di nuovo. Giovanni, intanto, arriva finalmente dalla moglie e così i due ricominciano la loro vita di coppia, uscendo tutte le sere, anche quando trasmettono le partite di Champions League. Nel frattempo, Aldo torna insieme all'altra Claudia per circa una settimana, poi i due si lasciano nuovamente, poiché lui si rende conto di non sopportarla più, e lei torna nuovamente con il marito. Aldo infine torna in Toscana per trascorrere un mese di vacanza con Giacomo, di cui è ormai divenuto molto amico, nella sua casa al mare, la stessa dove Giacomo avrebbe voluto passare le vacanze con Claudia.
Nella scena finale, Claudia controlla un test di gravidanza e pochi istanti dopo si vede Giovanni calmare un bambino, il quale però non è il loro, ma del vicino.

## Colonna sonora
La colonna sonora è firmata da Andrea Guerra. Tra i brani presenti tre sono originali, ossia Dr. Sirchioli nella scena finale, scritta e cantata da Giovanni Storti, Second Chance e Ticker-tac Girl, oltre a Consequence dei Notwist.

## Accoglienza

### Incassi
Il film, uscito il 15 dicembre 2004, dopo il primo week-end ha incassato 2461000 €. In totale, dopo circa 5 settimane di proiezioni in tutta Italia, ha ottenuto 16875000 €.
È il 4º maggior incasso italiano della stagione 2004/2005 ed il 67º maggior incasso italiano di sempre.

## Riconoscimenti
- 2005 - Golden Graal
  - Candidatura al miglior regista di commedia a Massimo Venier
  - Candidatura per la migliore attrice di commedia a Paola Cortellesi